# Свети Илия (Стенче)
Вижте пояснителната страница за други значения на Свети Илия.
„Свети Илия“ (на македонска литературна норма: „Свети Илија“) е възрожденска църква в положкото село Стенче, Северна Македония, част от Тетовско-Гостиварската епархия на Македонската православна църква – Охридска архиепископия.
Църквата за пръв път се споменава заедно с църквата „Свети Никола” в Тетово в един от хрисовулите на Стефан Душан от XIV век като метоси на манастира „Света Богородица Хтетовска“. Смята се, че възрожденската църква е построена върху основите на средновековната. В архитектурно отношение е трикорабна базилика.
Църквата е завършена и осветена в 1867 година. В църквата има 4 оригинални икони на Дичо Зограф („Исус Христос Вседържител“, „Богородица Одигитрия“, „Свети Йоан Предтеча“ и „Възнесение на Свети Илия“), рисувани в 1866 година. По-късно в църквата работи синът на Дичо Аврам Дичов и Йосиф Мажовски от Лазарополе. Църквата е зографисана в 1881-1882 г. от Петър Новев и Аврам Дичов.